# Wahlverwandtschaften (1974)
Wahlverwandtschaften ist eine deutsche Literaturverfilmung der DEFA von Siegfried Kühn aus dem Jahr 1974. Sie beruht auf dem Roman Die Wahlverwandtschaften von Johann Wolfgang von Goethe.

## Handlung
Die Zeit der Napoleonischen Kriege: Charlotte und Eduard haben sich kurz nach ihrer zweiten Ehe zusammen auf ein abgelegenes Landhaus zurückgezogen, wo sie erproben wollen, ob sie beide sich selbst genügen können. Während Charlotte von gemeinsamen Tagen und Nächten träumt und beiden ein Liebesnest in einem „Mooshaus“ einrichtet, wird Eduard bald des Lebens in Zweisamkeit überdrüssig. Er überzeugt Charlotte davon, seinen Freund, den Hauptmann, auf das Anwesen zu holen. Zudem soll Charlottes Pflegetochter Ottilie zu den dreien aufs Land kommen.
Zu viert erlebt man einige ruhige Sommertage. Eduard jedoch fühlt sich immer mehr zur jungen Ottilie hingezogen, während Charlotte ihre Zeit mit dem Hauptmann verbringt. Gemeinsam beschließen die vier, ein Lusthaus auf dem Anwesen erbauen zu lassen, doch zerbricht die Gemeinschaft während des Baus. Eduard bekennt sich zu seiner Liebe zu Ottilie, während Charlotte sich nicht für den Hauptmann entscheiden will. Als der Hauptmann abgereist ist, zieht Eduard aus dem Anwesen aus – auch um Ottilie widerstehen zu können. Er will die Scheidung von Charlotte, die jedoch ein Kind von ihm erwartet. Resigniert meldet sich Eduard zum Kriegsdienst. Er will entweder fallen oder sich nach Ende des Krieges endgültig für Ottilie entscheiden können.
Charlotte bringt das Kind zur Welt. Die Monate vergehen und Ottilie hütet gerade das Baby unweit des Sees, als Eduard zurückkehrt. Ottilie eilt ihm entgegen und beide verbringen den Nachmittag verliebt zusammen, bis sich Ottilie an das zurückgelassene Baby erinnert. Es kann nur noch tot aus dem See geborgen werden. Ottilie fällt in eine tiefe Ohnmacht. Charlotte jedoch sieht auch ihr eigenes Festhalten an Eduard als einen Grund dafür, dass ihr Kind umgekommen ist. Sie willigt in die Scheidung von Eduard ein. Ottilie jedoch will Eduard nicht auf diese Weise gewinnen und eilt davon. Sie bleibt unauffindbar, Eduard verfällt in Lethargie. Charlotte beginnt, das Anwesen umzuräumen. Einen großen Schrank jedoch kann sie nicht allein über eine Schwelle heben und müht sich bis zuletzt vergeblich allein.

## Produktion

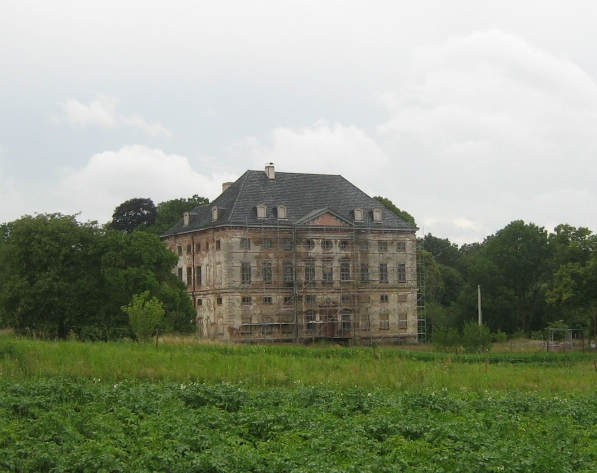
Schloss Rossewitz, im Film das Landhaus von Charlotte und Eduard

Wahlverwandtschaften wurde von 1973 bis 1974 gedreht. Drehort einer Reihe von Szenen war das leerstehende Herrenhaus Rossewitz bei Güstrow. Weitere Innenaufnahmen wurden im Schloss Mirow gedreht. Eine Schlussszene, in der Eduard Ottilie in einer Kirche sucht und vor dem Altar zusammenbricht, entstand in der Dorfkirche Gessin. Der Film erlebte am 27. August 1974 im Weimarer „Filmtheater des Friedens“ seine Premiere.
Dieter „Maschine“ Birr von den Puhdys ist in einer Nebenrolle als Maurer zu sehen.

## Synchronisation
| Rolle     | Darsteller        | Synchronsprecher   |
| --------- | ----------------- | ------------------ |
| Charlotte | Beata Tyszkiewicz | Lissy Tempelhof    |
| Ottilie   | Magda Vášáryová   | Katharina Thalbach |

## Kritik
Die zeitgenössische Kritik nannte den Film den künstlerisch geschlossensten des Regisseurs, „obwohl er zum Widerspruch herausfordert und in vielen Teilen nicht ganz bewältigt wurde“. Andere Kritiker monierten, dass der Film den historischen Hintergrund der Handlung ausblendet und so „die asoziale Insel-Situation“ der Protagonisten nur um ihrer selbst willen dargestellt wird.
Das Lexikon des internationalen Films schrieb: „Im historischen Dekor und im Dialog verfehlt der Film die Problematik der Vorlage; Verkürzungen und Straffungen führen bisweilen zur Unverständlichkeit des Ablaufs. Was bei Goethe als Zusammenprall von Sitten- und Naturgesetz dargestellt ist, erscheint im Film als ein Infragestellen von Norm, Moral und Ethik der bürgerlichen Ehe. Für Literaturfreunde dennoch ein bemerkenswerter Beitrag.“
Andere Kritiker befanden, dass der Regisseur Siegfried Kühn in den Wahlverwandtschaften „keine überzeugende filmische Denk- und Erzählstruktur“ fand.